# Naoki Hiraoka
Naoki Hiraoka (jap. 平岡 直起, Hiraoka Naoki; * 24. Mai 1973 in der Präfektur Osaka) ist ein ehemaliger japanischer Fußballspieler.

## Karriere
Hiraoka erlernte das Fußballspielen in der Schulmannschaft der Hatsushiba High School. Seinen ersten Vertrag unterschrieb er 1992 bei Gamba Osaka. Der Verein spielte in der höchsten Liga des Landes, der J1 League. Für den Verein absolvierte er 156 Erstligaspiele. Im August 2000 wechselte er zum Ligakonkurrenten Nagoya Grampus Eight. Für den Verein absolvierte er 25 Erstligaspiele. 2003 wechselte er zum Ligakonkurrenten Shimizu S-Pulse. Für den Verein absolvierte er 19 Erstligaspiele. Danach spielte er bei FC Gifu (2005–2007). Ende 2007 beendete er seine Karriere als Fußballspieler.